# Daniel Wamosy
Daniel Wamosy (* 18. Juli 1801 als Daniel von Vamosi in Patak (Ungarn); † 14. April 1860 in Hamburg) war ein Buchbinder und Fabrikant.

## Leben
Wamosy kam als Buchbindergeselle nach Hamburg und war Besitzer einer Ledergerberei und Lackier- und Wachstuchfabrik am Hammerdeich.
Daniel Wamosy heiratete am 21. November 1827 Dorothea Wilhelmine Costede (1809–1875).
1848 war Wamosy Mitglied der Hamburger Konstituante. Er gehörte von 1859 bis 1860 der Hamburgischen Bürgerschaft an, für die er im 36. Bezirk der allgemeinen Wahlen gewählt wurde. In der 20. Sitzung der Bürgerschaft am 14. April 1860 erlitt Wamosy einen Schlaganfall, an dem er verstarb.